# Unité de voisinage
En urbanisme, le concept d'unité de voisinage a été développé au cours des années 1930 aux États-Unis.  

## Description
Il s’agit d’un ensemble d’habitations groupées autour d’une école primaire et formant l’unité de base du développement des banlieues nord-américaines. 
La rue collectrice est au pourtour de l’unité et les habitations les plus éloignées sont à distance de marche du centre. 
En évaluation immobilière, on utilise généralement ce terme comme équivalent de « secteur » ou de « quartier ». 
Les éléments du voisinage à considérer dans l'évaluation d'une propriété sont les suivants :
- Le voisinage est-il supérieur ou inférieur à la propriété ?
- Est-il stable, en croissance ou en décroissance ?
- A-t-il des problèmes causés par l’hétérogénéité raciale, sociale ou économique ?
- L’entretien des propriétés est-il adéquat ou offre-t-il une apparence négligée ?
- Les usages voisins génèrent-ils des nuisances : bruit, odeurs, poussières, vibrations, circulation excessive... ou la fréquentation par une clientèle indésirable ?
- Le terrain est-il dans l’aire de protection d’un monument historique ?

Au Québec, dans le système d’évaluation pour fins de taxation foncière du ministère des Affaires municipales, le terme d'unité de voisinage a un sens précis lié aux prix des terrains.  Il correspond à un secteur limité où il n’y a qu’une seule valeur de terrain et où une même désuétude économique s’applique.